# Socomet
Socomet Oțelu Roșu a fost un combinat siderurgic din România.
A fost privatizat la data de 19 aprilie 1999, când frații Marco și Stefano Gavazzi au cumpărat 70% din acțiunile combinatului de la Fondul Proprietății de Stat,
pentru suma de 0,5 milioane euro.
La 1 noiembrie 1999, societatea și-a schimbat numele din Socomet în Gavazzi Steel.
Combinatul a avut la un moment dat 2.400 de angajați, din care în octombrie 2005 mai rămăseseră de 700 de oameni, care asigurau paza obiectivului.
Oțelu Roșu a fost un cunoscut centru al metalurgiei feroase.
Atestată pentru prima oară în 1796, în vremea Imperiului Habsburgic, uzina s-a dezvoltat și modernizat continuu de-a lungul celor mai bine de 200 de ani de existență.
Ultima modernizare a avut loc în 1996 și a vizat îmbunătățirea procesului tehnologic de laminare.
După eșecul privatizării cu frații Gavazzi, principalele active au fost cumpărate de un fost chiriaș, Ductil Steel Buzău.
Ca urmare, producția a fost parțial reluată, dar uzina a avut probleme în mod constant cu investițiile pentru achiziționarea de instalații destinate reducerii poluării, motiv pentru care a intrat, în mod repetat, în atenția Gărzii de Mediu.
Ductil Steel a închiriat o parte a activelor de producție, din anul 2004.
Ductil Steel a făcut investiții de peste 3 milioane de dolari, în luna decembrie 2004 a făcut modernizări și a mărit capacitatea de producție cu peste 80%.
Activitatea combinatului a fost, treptat, restrânsă, prin închiderea de secții și disponibilizări ale personalului. În anul 2012, activitatea combinatului a fost întreruptă, acumulând datorii de peste 160 milioane de lei. La acel moment, mai funcționa doar secția de Oțelărie Electrică, cu un număr de aproximativ 500 de angajați.
Ulterior, combinatul a fost cumpărat de către compania Invest Nikarom, la pachet cu combinatele de la Brăila, Câmpia Turzii și Târgoviște, pentru un preț de 230 de lei. Începând cu anul 2015,  combinatul a fost din nou scos la vânzare, fiind achiziționat de compania Laminorul Danube Metallurgical Enterprise SRL în 2019.
În februarie 2024, omul de afaceri Dorinel Umbrărescu a preluat combinatul siderurgic, pentru suma de 12 milioane de euro. Se are in vedere reluarea activității, începând cu toamna anului 2024.
Număr de angajați:
- 1999: 3.050[3]
- 2002: 614[3]